# Ypiranga EC
Ypiranga Esporte Clube is een Braziliaanse voetbalclub uit Porto Velho in de staat Rondônia.

## Geschiedenis
Ypiranga werd opgericht in 1919. De club werd 5 keer staatskampioen in het amateurtijdperk. Sinds de invoering van het profvoetbal in 1991 is de club niet meer actief in de staatscompetitie.

## Erelijst
Campeonato Rondoniense
1945, 1953, 1959, 1964, 1984